# A-381

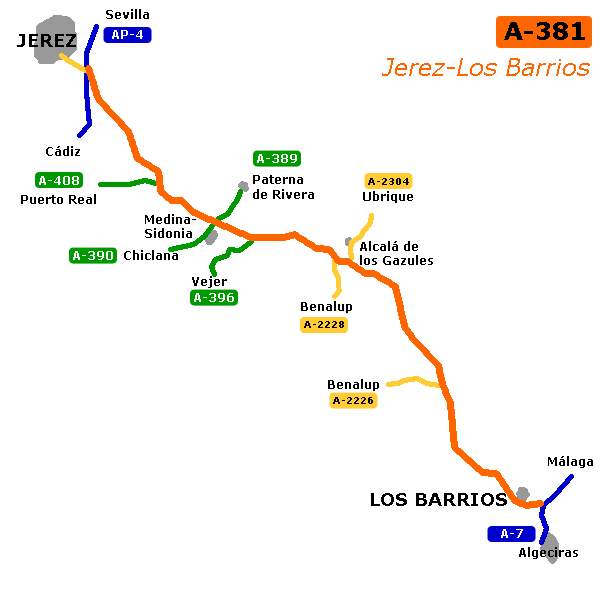
Ruta de la autovía A-381

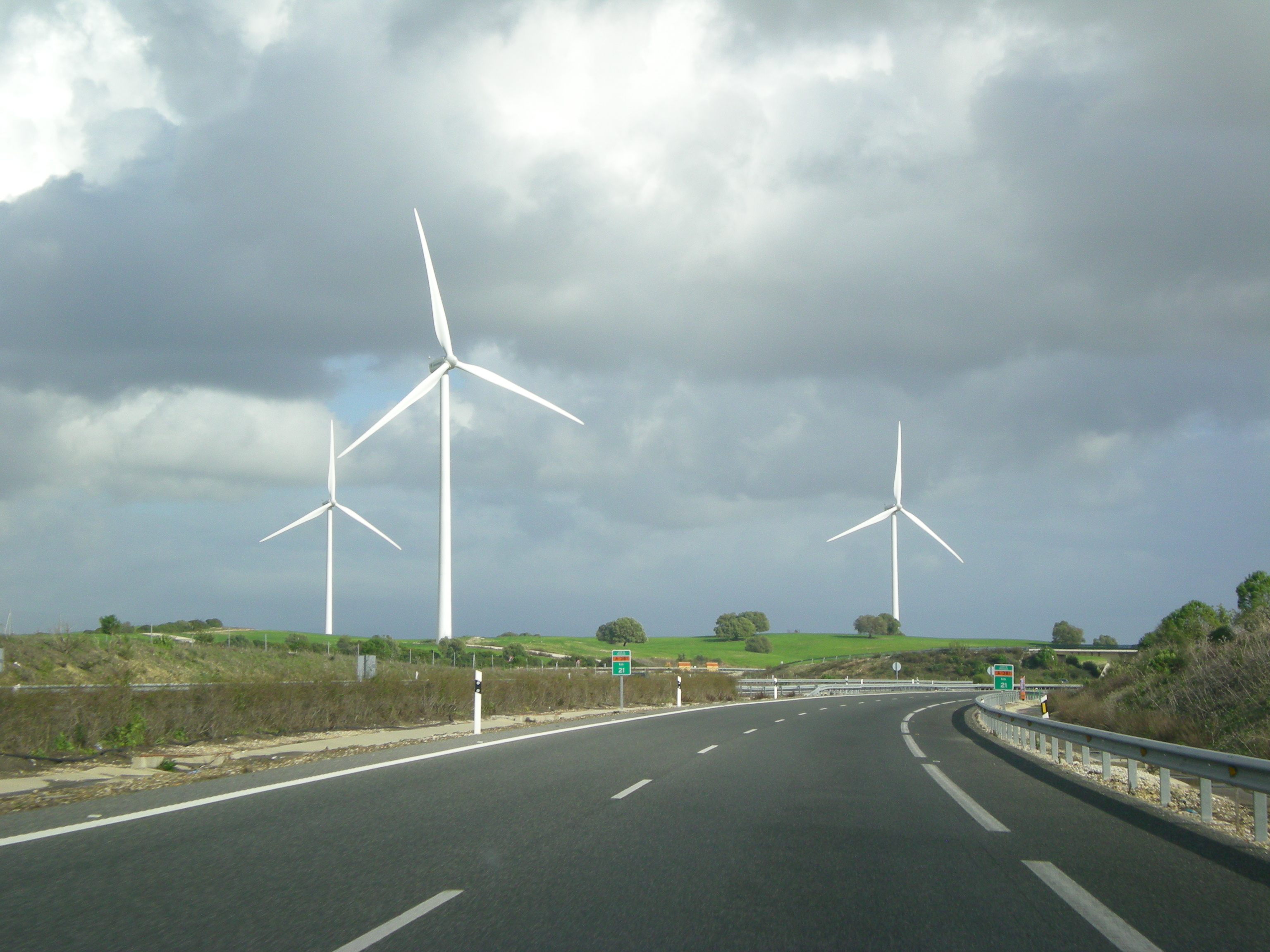
Aerogeneradores vistos desde la autovía A-381

La A-381 o Autovía de Jerez de la Frontera a los Barrios es una autovía autonómica andaluza que comunica la localidad gaditana de Jerez de la Frontera y Los Barrios. Este tramo pertenece a la Red Básica Estructurante del Catálogo de Carreteras de la Junta de Andalucía catalogada como De Jerez de la Frontera a los Barrios con 88,12 kilómetros de longitud. Esta autovía fue concebida con el fin de servir de columna vertebral de la provincia de Cádiz y cumplir el objetivo de unir las dos áreas metropolitanas de la provincia, el área de Bahía de Cádiz y Jerez con el área de la Bahía de Algeciras.
La autovía sigue parcialmente el trazado de la antigua C-440 (Chipiona-Jerez de la Frontera-Medina Sidonia-Los Barrios).
Esta vía atraviesa el interior serrano de la provincia, de noroeste a sudeste, discurriendo en gran parte por el Parque de los Alcornocales. Esta circunstancia se ha tenido en consideración, por lo que el trazado de la carretera ha sido diseñado especialmente para evitar el impacto ambiental en este parque natural de la provincia de Cádiz. Entre las medidas adoptadas están la construcción de más de quince falsos túneles, puentes y viaductos para el paso de animales además de haber enterrado casi todo el cableado para que los animales no sufran descargas.
Esta autovía se ha convertido, desde su inauguración, en el enlace del noroeste y oeste de la Península con África, sustituyendo al recorrido tradicional de la N-340, que discurría por la costa hasta Tarifa.

## Historia
En enero de 1994, firmaron 2 convenios para las mejoras de las carreteras de la provincia de Cádiz con una inversión prevista de 45.000 millones de pesetas. Uno de ellos, es la conversión de la carretera comarcal C-440 en autovía. Las primeras obras arrancaron en junio de 1994, con la variante de Los Barrios y había inaugurado a finales de enero de 1997. En diciembre de 2005 ha quedado completa toda la autovía con el último tramo de Jerez de la Frontera-El Mojo-Baldío de Gallardo. Con lo que invirtieron de todos los tramos de la autovía:
| Lista de los tramos - Tramo 0 - Inversión total: 24,3 millones de euros - Longitud: 9 km - Tramo I - Inversión total: 12,02 millones de euros - Longitud: 6,5 km - Tramo II - Inversión total: 26,34 millones de euros - Longitud: 8,5 km - Tramo III - Inversión total: 34,68 millones de euros - Longitud: 11,5 km - Tramo IV - Inversión total: 107,61 millones de euros - Longitud: 17,8 km - Tramo V - Inversión total: 125,75 millones de euros - Longitud: 16,5 km - Tramo VI - Inversión total: 77,14 millones de euros - Longitud: 11 km - Tramo VII - Inversión total: 23,47 millones de euros - Longitud: 7 km TOTAL OBRA: 431,31 millones de euros y longitud total de unos 87,8 kilómetros |

## Tramos
| Denominación | Tramo | Kilómetros | Año servicio                                            |
| ------------ | --- | ---------- | ------------------------------------------------------- |
| A-381        | Jerez de la Frontera A-2004 AP-4 - El Mojo-Baldío de Gallardo (norte)                                                                                                | 9          | 2005                                                    |
| A-381        | Variante de El Mojo-Baldío de Gallardo Tramo: El Mojo - Baldío de Gallardo                                                                                           | 6,5        | 1999                                                    |
| A-381        | El Mojo-Baldío de Gallardo (sur) - Medina Sidonia (oeste) A-390 | 8,5        | 2002                                                    |
| A-381        | Variante de Medina Sidonia Tramo original: Medina Sidonia (oeste) A-390 - Medina Sidonia (este) Tramo ampliado: Medina Sidonia (oeste) A-390 - Medina Sidonia (este) | 12 11,5    | 1 carril por sentido: 1991 2 carriles por sentido: 2002 |
| A-381        | Medina Sidonia (este) - Embalse de Barbate Variante original de Alcalá de los Gazules Tramo ampliado: Medina Sidonia (este) - Embalse de Barbate                     | 3 17,8     | 1 carril por sentido: 1989 2 carriles por sentido: 2004 |
| A-381        | Embalse de Barbate - Embalse del Charco Redondo | 16,5       | 2004                                                    |
| A-381        | Embalse del Charco Redondo - Los Barrios (norte) | 11         | 2003                                                    |
| A-381        | Variante de Los Barrios Tramo: Los Barrios (norte) - Los Barrios (este) A-7                                                                                          | 7          | 1997                                                    |

## Salidas
| Estación de servicio REPSOL La Cartuja |

| Estación de servicio REPSOL La Cartuja |

| Estación de servicio REPSOL La Cartuja |

| Estación de servicio REPSOL La Cartuja |

| Estación de servicio REPSOL Mojo Gallardo |

| Estación de servicio REPSOL Mojo Gallardo |

| Estación de servicio Galp Jerez de la Frontera |

| Estación de servicio Galp Jerez de la Frontera |

| Estación de servicio Shell La Palmosa |

| Estación de servicio Shell La Palmosa |

| Estación de servicio REPSOL Los Barrios |

| Estación de servicio REPSOL Los Barrios |